# Epargyreus
Epargyreus là một chi bướm ngày thuộc họ Bướm nhảy.

## Hình ảnh

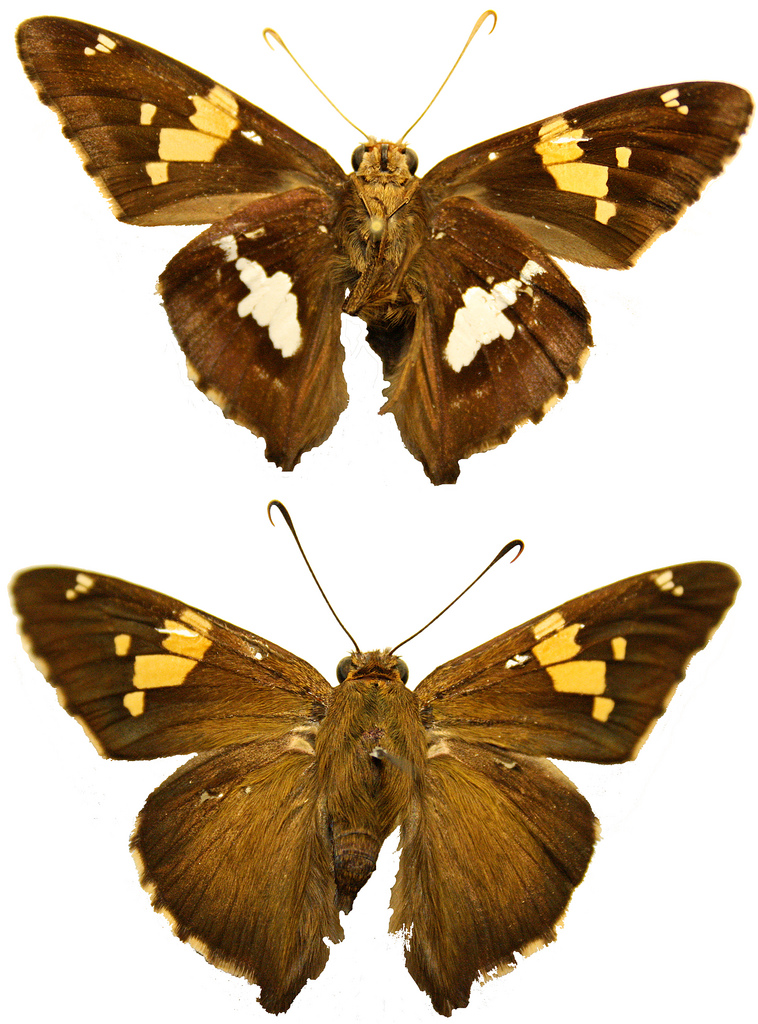
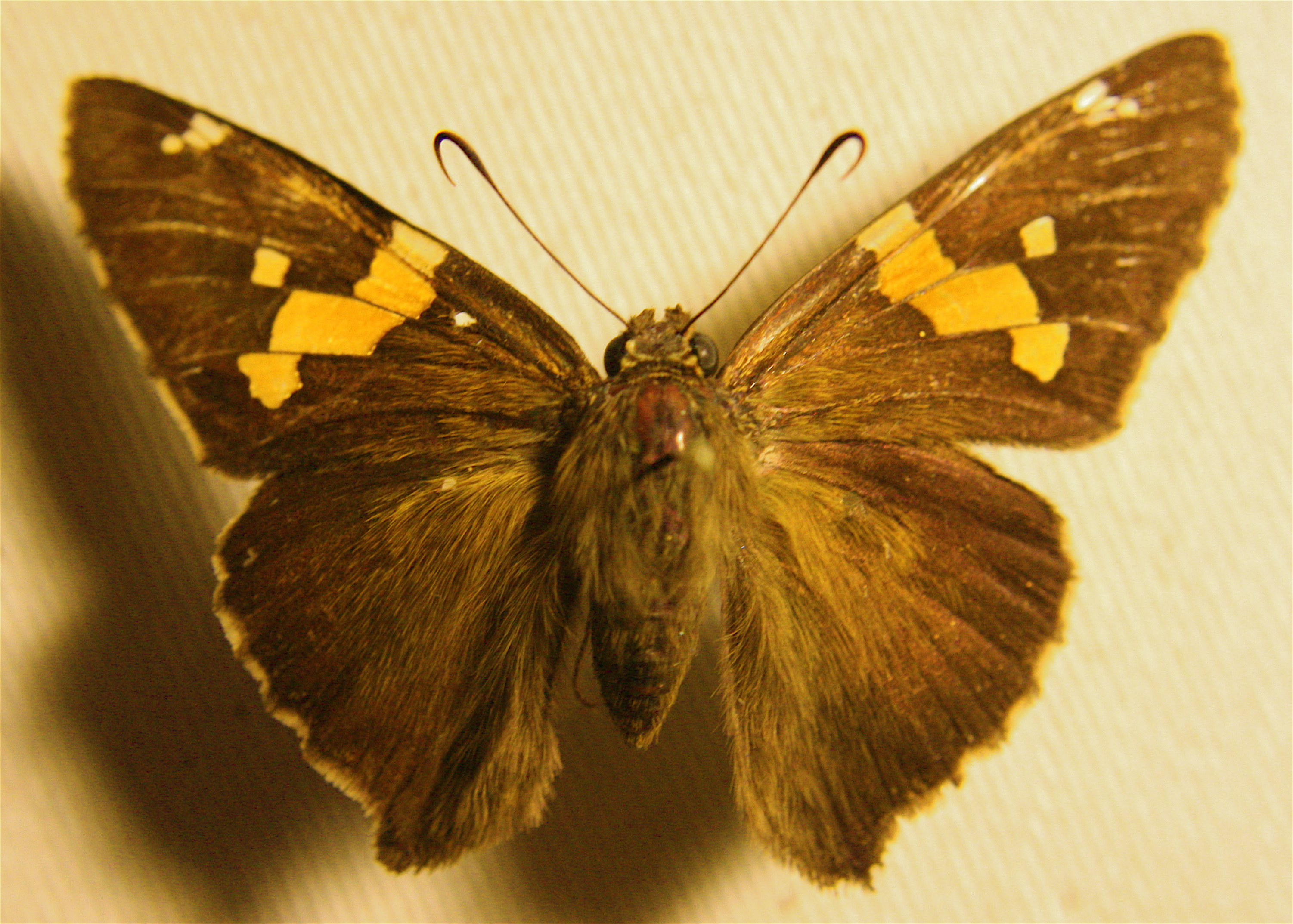

## Các loài
- Epargyreus antaeus
- Epargyreus aspina
- Epargyreus barisses
- Epargyreus brodkorbi
- Epargyreus clarus
- Epargyreus clavicornis
- Epargyreus deleoni
- Epargyreus enispe
- Epargyreus exadeus
- Epargyreus nutra
- Epargyreus socus
- Epargyreus spanna
- Epargyreus spina
- Epargyreus spinosa
- Epargyreus spinta
- Epargyreus tmolis
- Epargyreus windi
- Epargyreus zestos